# Ronde van Luxemburg 2003
De Ronde van Luxemburg 2003 (Luxemburgs: Tour de Luxembourg 2003) werd gehouden van 29 mei tot en met 1 juni in Luxemburg. Het was de 63ste editie van deze meerdaagse rittenkoers in het groothertogdom. Van de 116 gestarte renners bereikten 54 coureurs de eindstreep in Diekirch.

## Etappe-overzicht
| etappe | datum  | start        | finish      | afstand | winnaar         | klassementsleider |
| ------ | ------ | ------------ | ----------- | ------- | --------------- | ----------------- |
| 1e     | 29 mei | Luxemburg    | Luxemburg   | 163 km  | Thomas Voeckler | Thomas Voeckler   |
| 2e     | 30 mei | Wasserbillig | Leudelange  | 204 km  | Nicola Loda     | Thomas Voeckler   |
| 3e     | 31 mei | Mersch       | Echternach  | 98 km   | Thomas Voeckler | Thomas Voeckler   |
| 4e     | 31 mei | Bettembourg  | Bettembourg | 9.8 km  | Robert Bartko   | Thomas Voeckler   |
| 5e     | 1 juni | Wiltz        | Diekirch    | 169 km  | Sergej Ivanov   | Thomas Voeckler   |

## Etappe-uitslagen

### 1e etappe
| Luxemburg – Luxemburg (163 km) |                 |                        |          |
| Plaats                         | Naam            | Ploeg                  | Tijd     |
| Winnaar                        | Thomas Voeckler | Brioches La Boulangère | 4u20'20" |
| 2                              | Piotr Wadecki   | Quick Step-Davitamon   | +00' 01" |
| 3                              | Andy Cappelle   | Marlux-Wincor Nixdorf  | +00' 05" |

| Algemeen klassement |                 |                        |          |
| Plaats              | Naam            | Ploeg                  | Tijd     |
| Gele trui           | Thomas Voeckler | Brioches La Boulangère | 4u20'20" |
| 2                   | Piotr Wadecki   | Quick Step-Davitamon   | +00' 05" |
| 3                   | Andy Cappelle   | Marlux-Wincor Nixdorf  | +00' 11" |

### 2e etappe
| Wasserbillig – Leudelange (204 km) |               |                         |          |
| Plaats                             | Naam          | Ploeg                   | Tijd     |
| Winnaar                            | Nicola Loda   | Fassa Bortolo           | 5u05'42" |
| 2                                  | Tom Steels    | Landbouwkrediet-Colnago | z.t.     |
| 3                                  | Niko Eeckhout | Lotto-Domo              | z.t.     |

| Algemeen klassement |                 |                        |          |
| Plaats              | Naam            | Ploeg                  | Tijd     |
| Gele trui           | Thomas Voeckler | Brioches La Boulangère | 9u25'52" |
| 2                   | Piotr Wadecki   | Quick Step-Davitamon   | +00' 05" |
| 3                   | Andy Cappelle   | Marlux-Wincor Nixdorf  | +00' 11" |

### 3e etappe
| Mersch – Echternach (98 km) |                 |                        |          |
| Plaats                      | Naam            | Ploeg                  | Tijd     |
| Winnaar                     | Thomas Voeckler | Brioches La Boulangère | 2u14'41" |
| 2                           | Laurent Dufaux  | Alessio                | z.t.     |
| 3                           | Piotr Wadecki   | Quick Step-Davitamon   | z.t.     |

| Algemeen klassement |                 |                        |           |
| Plaats              | Naam            | Ploeg                  | Tijd      |
| Gele trui           | Thomas Voeckler | Brioches La Boulangère | 11u40'23" |
| 2                   | Piotr Wadecki   | Quick Step-Davitamon   | +00' 11"  |
| 3                   | Andy Cappelle   | Marlux-Wincor Nixdorf  | +00' 25"  |

### 4e etappe
| Bettembourg – Bettembourg (individuele tijdrit over 9.8 km) |               |                      |          |
| Plaats                                                      | Naam          | Ploeg                | Tijd     |
| Winnaar                                                     | Robert Bartko | Rabobank             | 0u11'47" |
| 2                                                           | David Cañada  | Quick Step-Davitamon | +02" 61  |
| 3                                                           | Marc Wauters  | Rabobank             | +05" 96  |

| Algemeen klassement |                 |                        |           |
| Plaats              | Naam            | Ploeg                  | Tijd      |
| Gele trui           | Thomas Voeckler | Brioches La Boulangère | 11u52'29" |
| 2                   | Andy Cappelle   | Marlux-Wincor Nixdorf  | +00' 28"  |
| 3                   | Piotr Wadecki   | Quick Step-Davitamon   | +00' 30"  |

### 5e etappe
| Wiltz – Diekirch (169 km) |                |                      |          |
| Plaats                    | Naam           | Ploeg                | Tijd     |
| Winnaar                   | Sergej Ivanov  | Fassa Bortolo        | 4u18'10" |
| 2                         | Roeslan Ivanov | Alessio              | +00' 01" |
| 3                         | David Cañada   | Quick Step-Davitamon | z.t.     |

| Algemeen klassement |                 |                        |           |
| Plaats              | Naam            | Ploeg                  | Tijd      |
| Gele trui           | Thomas Voeckler | Brioches La Boulangère | 16u10'40" |
| 2                   | Piotr Wadecki   | Quick Step-Davitamon   | +00' 30"  |
| 3                   | David Cañada    | Quick Step-Davitamon   | +00' 45"  |

## Eindklassementen
| Plaats    | Naam               | Ploeg                  | Tijd      |
| --------- | ------------------ | ---------------------- | --------- |
| Gele trui | Thomas Voeckler    | Brioches La Boulangère | 16u10'40" |
| 2         | Piotr Wadecki      | Quick Step-Davitamon   | +00' 30"  |
| 3         | David Cañada       | Quick Step-Davitamon   | +00' 45"  |
| 4         | Robert Bartko      | Rabobank               | +00' 47"  |
| 5         | Benoît Joachim     | Luxemburg              | +00' 53"  |
| 6         | Marc Wauters       | Rabobank               | z.t.      |
| 7         | Bart Voskamp       | Bankgiroloterij        | +00' 58"  |
| 8         | Andrea Peron       | Team CSC               | +01' 00"  |
| 9         | Marco Pinotti      | Lampre                 | z.t.      |
| 10        | Andrej Kasjetsjkin | Quick Step-Davitamon   | +01' 02"  |

| Plaats      | Naam            | Ploeg                 | Punten |
| ----------- | --------------- | --------------------- | ------ |
| Blauwe trui | Bert Hiemstra   | Bankgiroloterij       | 16     |
| 2           | Karsten Kroon   | Rabobank              | 13     |
| 3           | Dmitri Konysjev | Marlux-Wincor Nixdorf | 11     |

| Plaats      | Naam           | Ploeg                 | Punten |
| ----------- | -------------- | --------------------- | ------ |
| Groene trui | Bram Schmitz   | Bankgiroloterij       | 25     |
| 2           | Michael Skelde | Team Fakta            | 15     |
| 3           | Christian Poos | Marlux-Wincor Nixdorf | 14     |

| Plaats     | Naam               | Ploeg                  | Tijd      |
| ---------- | ------------------ | ---------------------- | --------- |
| Witte trui | Thomas Voeckler    | Brioches La Boulangère | 16u04'15" |
| 2          | Andrej Kasjetsjkin | Quick Step-Davitamon   | +01' 02"  |
| 3          | Fränk Schleck      | Team CSC               | +01' 08"  |

| Plaats | Ploeg                | Tijd      |
| ------ | -------------------- | --------- |
|        | Quick Step-Davitamon | 48u34'20" |
| 2      | Rabobank             | +00' 29"  |
| 3      | Team Telekom         | +00' 49"  |

1935 · 
1936 · 
1937 · 
1938 · 
1939 · 
1940 · 
1941 · 
1942 · 
1943 · 
1944 · 
1945 · 
1946 · 
1947 · 
1948 · 
1949 · 
1950 · 
1951 · 
1952 · 
1953 · 
1954 · 
1955 · 
1956 · 
1957 · 
1958 · 
1959 · 
1960 · 
1961 · 
1962 · 
1963 · 
1964 · 
1965 · 
1966 · 
1967 · 
1968 · 
1969 · 
1970 · 
1971 · 
1972 · 
1973 · 
1974 · 
1975 · 
1976 · 
1977 · 
1978 · 
1979 · 
1980 · 
1981 · 
1982 · 
1983 · 
1984 · 
1985 · 
1986 · 
1987 · 
1988 · 
1989 · 
1990 · 
1991 · 
1992 · 
1993 · 
1994 · 
1995 · 
1996 · 
1997 · 
1998 · 
1999 · 
2000 · 
2001 · 
2002 · 
2003 · 
2004 · 
2005 · 
2006 · 
2007 · 
2008 · 
2009 · 
2010 · 
2011 · 
2012 · 
2013 · 
2014 ·
2015 ·
2016 ·
2017 ·
2018 ·
2019 ·
2020 ·
2021 · 2022 · 2023 · 2024